# Ebert Hera Esser
Die Ebert Hera Esser Holding GmbH (Eigenschreibweise Ebert HERA Esser, auch Ebert Hera) ist ein deutsches, mittelständisches Familienunternehmen mit Sitz in Baden-Baden. Das Unternehmen ist ein Industriedienstleister für die chemische und petrochemische Industrie sowie für Raffinerien, Pharmaunternehmen und Kraftwerke. 2023 waren in dem Unternehmen und den verbundenen Tochtergesellschaften 2.173 Mitarbeiter beschäftigt. Diese erzielten in dem Jahr einen Umsatz in Höhe von 486,2 Mio. Euro. Das Unternehmen ist mit über 45 Standorten in Deutschland und im angrenzenden europäischen Ausland tätig (Niederlande, Belgien und Frankreich).

## Geschichte

### Vorgeschichte – Hans Esser und Wilhelm Ebert
Im Jahr 1949 wurde die Hans Esser GmbH in Gelsenkirchen gegründet. Sie war an Aktivitäten zur Aufrechterhaltung der wieder aufgebauten Industrie im Ruhrgebiet nach dem Zweiten Weltkrieg beteiligt. Im Jahr 1965 gründete Wilhelm Ebert die Wilhelm Ebert KG in Kaiserslautern. Dieses Unternehmen setzte Projekte im Apparate- und Rohrleitungsbau um. Über familiäre Bande kam das Unternehmen später nach Baden-Baden und spezialisierte sich auf den Industrieservice. In der Folge kooperierten die Unternehmen: Im Jahr 1998 realisierten sie die ersten gemeinsamen Industrieprojekte im Ausland (Belgien), seit 2004 auch in den Niederlanden.

### Geschäftsumwandlung
2008 erfolgte der Zusammenschluss beider Unternehmen. In der Folge wurden die Geschäftstätigkeiten zunehmend auf die Dienstleistungen von Industrieanlagen gelegt. Im Zuge der Wachstumspläne von Ebert Hera gab es im selben Jahr erste Kontakte zu Odewald KMU, einer Tochtergesellschaft der Beteiligungsgesellschaft Odewald & Compagnie, die sich an kleinen und mittleren Unternehmen beteiligt. Im Januar 2009 investierte diese in die Unternehmensgruppe. Beate Ebert behielt mit ihrem Mann einen Teil der Unternehmensanteile und blieb die Geschäftsführerin des Unternehmens. Zu diesem Zeitpunkt bestand das Unternehmen aus zehn Gesellschaften mit einem Umsatz von rund 100 Mio. Euro und beschäftigte rund 900 Mitarbeiter. Seitdem verfolgt Ebert Hera einen Markterweiterungskurs durch Akquisitionen und Investitionen. 2019 veränderte sich die Struktur im Gesellschafterkreis des Mutterunternehmens, als Odewald & Compagnie ihre Anteile verkaufte. In der neuen Konstellation übernahm die Familie Ebert weitere Anteile am Unternehmen, zudem erwarb als neuer Gesellschafter der seit 2023 mit Beate Ebert verheiratete Unternehmer Theo Müller Anteile. Mit dem Eintritt von Raphael Kern in die Unternehmensgruppe Anfang 2019, Elena Kern Anfang 2021 und Marc Brenner im Herbst 2021 engagiert sich die dritte Familiengeneration in der Gruppe.

### Geschäftsausbau
Im Frühjahr 2023 wurde bekannt, dass Ebert Hera die Dienstleistungssparte des niederländischen Unternehmens Sitech Services übernehmen wird. Dieser 2008 gegründete Dienstleister war aus dem multinationalen Unternehmen DSM hervorgegangen und hatte sechs internationale Aktionäre (AnQore, Arlanxeo, Borealis, DSM, Fibrant und OCI). Die Dienstleistungssparte ist unter anderem für die Wartung und Modernisierung der Anlagen des Industrieparks Chemelot in Geleen, Niederlande, zuständig. Für die Übernahme war zunächst die Zustimmung der europäischen Wettbewerbsbehörde notwendig, die im Mai 2023 erteilt wurde. Neben den 1.263 Beschäftigten von Ebert Hera wurden rund 850 Mitarbeiter in der Dienstleistungssparte von Sitech Services weiterbeschäftigt. Sitech soll weiterhin ein unabhängiges Unternehmen innerhalb der Ebert Hera Group bleiben und den niederländischen Markt bedienen. Laut Beate Ebert sei das Ziel der Übernahme unter anderem, sich stärker auf dem Markt in den Benelux-Ländern zu positionieren. Weiterhin baute Ebert Hera im Jahr 2023 eine EMSR-Abteilung in Rotterdam, Niederlande, auf und erweiterte damit ihr Angebot in der Region.
Durch den Geschäftsausbau erzielte Ebert Hera Esser im Jahr 2023 einen Umsatz von 486,2 Millionen Euro, mehr als das Doppelte des Umsatzes von 194,0 Millionen Euro aus dem Vorjahr.

## Unternehmensstruktur
Ebert Hera Esser Holding GmbH ist Konzernmuttergesellschaft der Unternehmensgruppe (kurz: EHE-Gruppe). Seit der Gründung ist das Unternehmen eng mit der Familie Ebert verbunden und wird von dieser geführt. In der Unternehmensgruppe waren zum 1. Januar 2024 insgesamt 2.173 Mitarbeiter beschäftigt, ein Jahr zuvor waren es noch 1.263 Mitarbeiter. Ebert Hera ist ein mittelständisches Unternehmen mit über 45 Standorten.
Die vollkonsolidierten Tochtergesellschaften sind (Stand 2023):
- Hera Maintenance GmbH, Baden-Baden,
- Ebert GmbH, Baden-Baden,
- Esser Anlagentechnik GmbH, Baden-Baden,
- Ebert HERA Nederland B.V., Hoogvliet,[15]
- Heinz Geberzahn GmbH und Heinz Geberzahn GmbH & Co. KG, Köln,
- AMS Anlagen-Montagen-Service GmbH, Regis-Breitingen,
- Ebert HERA Gerüstbau & Industrieisolierungen GmbH (vormals: Ebert Hera Engineering & Automation GmbH), Baden-Baden,
- EHE Dutch Holding B.V., Geleen/Niederlande,
- Sitech Services B.V., Geleen/Niederlande,
- Transforming Industries B.V., Geleen/Niederlande.

## Geschäftstätigkeiten
Ebert Hera ist in der Wartung und Instandhaltung von Industrieanlagen in den Tätigkeitsbereichen Rohrleitungsbau, Maschinen-, Apparate- und Fertigungstechnik, Transport und Schwermontage, Gebäudetechnik, Elektro-, Mess-, Steuer- und Regeltechnik (EMSR) sowie in geringerem Maße in der Arbeitnehmerüberlassung tätig. Die Gruppe tritt dabei unter anderem als Generalunternehmer auf und koordiniert als Hauptauftragnehmer die nachfolgenden Subunternehmen. Sie wirkt auch bei Stillständen und Revisionen in Fabriken sowie bei Neu- und Umbauprojekten mit.

## Auszeichnungen
Ebert Hera ist seit Jahren in der Lünendonk-Liste der wichtigsten Industriedienstleistungsunternehmen vertreten und lag in der Liste von 2023 auf Platz 11 und im Jahr 2025 auf Platz 5. 2022 erreichte Ebert Hera mit 46,9 Prozent das stärkste relative Wachstum aller in der Lünendonk-Liste vertretenen Unternehmen. Zusätzlich war Ebert Hera im Jahr 2024 und nochmals 2025 in der Liste der Top 100 der innovativsten Unternehmen in Deutschland vertreten, die seit 1993 von Compamedia für das Deutsche Mittelstands Summit aufgestellt wird. Ebert Hera wurde zudem von mehreren seiner Kunden ausgezeichnet, darunter mit dem Konaward der BASF, dem Partner-Award der Evonik und dem SHE Award der Sabic.